# Furanocromona
La furanocromona es un tipo de cumarina, un compuesto fenólico orgánico. Es un derivado de la cromona (1,4-benzopyrone) y furanos.
La furanocromona muestra una fuerte interacción con el ADN. Las furanocromonas pueden ser producidas en cultivos de Ammi visnaga o en Pimpinella monoica.